# 渝长客运专线
渝长客运专线是中国一条规划中的连接重庆市与湖南省长沙市的高速铁路，是渝长厦高速铁路的组成部分。

## 概况
2009年初的重庆铁路规划图《重庆铁路枢纽总布置示意图》中首先出现了重庆至长沙的客运专线的标注，由重庆市南岸区茶园新重庆东站引出。 2009年4月27日，在黔张常铁路预可研阶段时，重庆市黔江区发改委就提出“把黔张常铁路建设成为重庆－长沙客运专线，将从根本上改善武陵山区落后的交通状况，有力推动沿线少数民族地区经济社会实现又好又快发展。”的建议。

## 研究规划
2009年7月，渝长客运专线与渝西客运专线一同被中国铁道部通过研究规划。由于这两条客运专线是在2009年重庆方面向国家发改委提出来的，所以没有被标注在《中长期铁网路规划图（2008年调整）》中。

## 线路走向
目前该客运专线路线尚未确定，但渝长客运专线不再走重庆－怀化－长沙方向，而可能走重庆－张家界－长沙的新路线。
重庆方面推荐走向为南岸、巴南、南川、武隆、黔江，将黔张常铁路作为渝长客运专线一部分，并争取设计时速300~350公里/小时。
湖南方面希望渝长客运专线与长益常铁路统筹考虑，保留黔张常铁路与长益常铁路相连，另建渝长客运专线。

## 意义
渝长客运专线建成后成为川渝地区城市的新出海通道，将有效缩短与长三角、珠三角和海峡西岸等沿海发达地区的时空距离。 

## 关联条目
- 重庆东站
- 渝黔城际铁路
- 黔张常铁路
- 西渝客运专线